# Carl Friedrich Lessing der Ältere

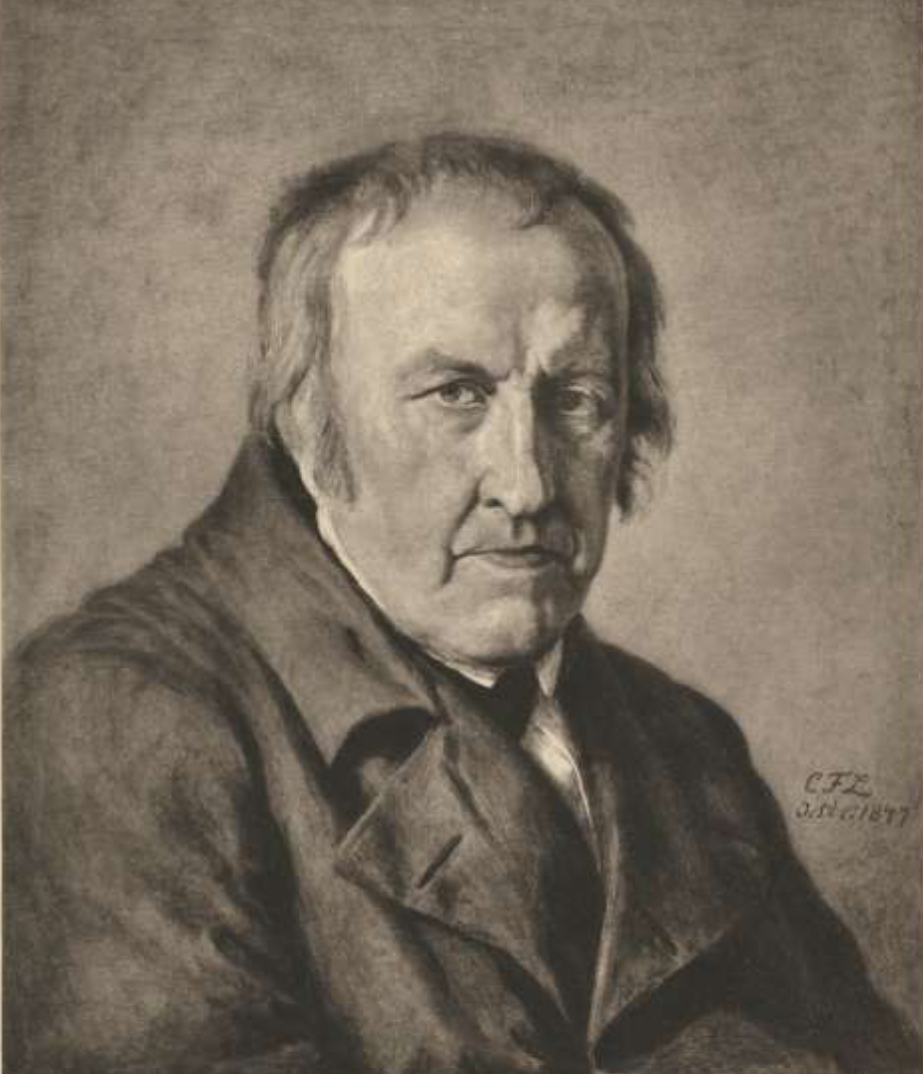
Carl Friedrich Lessing der Ältere, 1847 gemalt von Carl Friedrich Lessing

Carl Friedrich Lessing (* 28. September 1778 in Berlin; † 26. April 1848 in Polnisch Wartenberg, Provinz Schlesien) war ein deutscher Jurist und Kanzler des standesherrlichen Gerichts des Fürsten Gustav Kalixt von Biron in Polnisch Wartenberg. Von seinem bekannteren Sohn, dem Maler Carl Friedrich Lessing, wird er durch den Zusatz „der Ältere“ unterschieden.

## Leben
Carl Friedrich Lessing war ältester Sohn und eines von drei Kindern aus der Ehe des Münzbeamten und Komödienschreibers Karl Gotthelf Lessing mit Maria Friederike Voß (* 26. Dezember 1752 in Berlin; † 24. Oktober 1828 ebenda), einer Tochter von Christian Friedrich Voß (1755–1795) und Enkelin des Berliner Zeitungsverlegers Christian Friedrich Voß. Sein Onkel war der berühmte Dramatiker Gotthold Ephraim Lessing. Durch seinen Vater, der 1779 zum Münzdirektor in Breslau befördert wurde, kam seine Familie in das preußische Herzogtum Breslau, als er ein Jahr alt war.
Lessing besuchte zunächst das Magdalenäum in Breslau, ab 1789 das Elisabet-Gymnasium, wo er mathematisches Talent zeigte. Auf Drängen seines Vaters begann er 1796 an der Universität Halle eine Ausbildung zum Juristen, obwohl er eigentlich Ingenieuroffizier werden wollte. Durch ein Consilium abeundi musste er 1798 die Universität vorzeitig verlassen, weil er sich einen Zweikampf geliefert hatte.
Dennoch konnte er Ende 1798 bei der Königlichen Oberamtsregierung in Breslau eine Stelle als Auskultator antreten und ihr danach als Referendar angehören. 1802 wurde er nach bestandenem dritten juristischen Examen als Assessor an die Provinzregierung Südpreußen nach Kalisch versetzt. In Südpreußen übernahm er 1806 die Verwaltung der Kreizjustizkommission in Wieluń, das er jedoch bereits im März 1807 wegen eines Aufstands fluchtartig verlassen musste. Bei seinem Vater in Breslau kam er unter. Dort gebar seine katholische Ehefrau Clementine (* 13. September 1783; † 5. Februar 1821), die Tochter des Fürstlich Hatzfeldtschen Regierungskanzlers Ludwig Schwarz († 1790), die er 1805 geheiratet und die in Wieluń bereits eine Tochter geboren hatte, den Sohn Carl Friedrich Lessing, der später als Historienmaler eine Berühmtheit werden sollte. Mit ihr hatte er neun weitere Kinder.
Lessing bemühte sich, in den preußischen Staatsdienst zurückzukehren und schrieb deswegen an den Großkanzler Heinrich Julius von Goldbeck. Auch dachte er daran, sich als Rechtsanwalt niederzulassen. Erst im September 1808 konnte er als Justizrat in die Dienst des preußischen Standesherrn Gustav Kalixt von Biron treten, welcher 1802 die acht Quadratmeilen große Standesherrschaft Polnisch Wartenberg geerbt hatte. Weil sein Amt ihn wenig ausfüllte, war er daneben mit etlichen Privatangelegenheiten des Fürsten befasst, und so diente er ihm auch als Hofbeamter. Auf seinem Reitpferd, das er sich als einzigen Luxus gönnte, begleitete er den Fürsten auf dessen Jagden. 1814 ernannte ihn der Fürst zum Kanzler seines Standesgerichts. Dort oblagen ihm Aufgaben eines Amtsgerichts und eines Gerichts zweiter Instanz. Mit seiner kinderreichen Familie lebte er in einer Beamtenwohnung in einem Flügel des alten Schlosses Groß Wartenberg. Bei einem Feuer, das am 28. April 1813 im Schlosse ausgebrochen war, verbrannten in seiner Wohnung Originaldokumente seines Onkels, des Dichters Gotthold Ephraim Lessing, während er selbst es vorzog, das Aktenarchiv des Schlosses zu retten. Als sein Dienstherr 1821 an der Cholera verblichen war, führte er seine Amtsgeschäfte fort unter dessen Witwe Antoinette Charlotte Luise Franziska Fanny, geborene von Maltzan (1790–1849). 
Am 9. Oktober 1821 heiratete er Wilhelmine Giersberg (* 5. Mai 1801 in Maltsch an der Oder; † 15. November 1880 in Oels), die jüngste Tochter des verstorbenen Kommissionsrates und Salzfaktors Martin Benjamin Giersberg und dessen Ehefrau Clementine, geborene Jüngling. Aus dieser Ehe stammten weitere vier Söhne und fünf Töchter, darunter Carl Robert Lessing, der spätere Herausgeber der Vossischen Zeitung. Lessing galt als ein Vater, der seinen Kindern eine seinem Stand und ihren Anlagen entsprechende Erziehung ermöglichen wollte. Dabei legte er Wert darauf, mit seinen Kindern zu argumentieren. In „leicht aufbrausendem Temperament“ wendete er zur Durchsetzung seiner Autorität aber auch körperliche Züchtigungen an. Das Fortkommen seiner Kinder, mit denen er in Briefkontakt stand und die er gelegentlich besuchte, verfolgte er regelmäßig aus der Ferne.
In seinen Mußestunden pflegte er philosophischen Studien nachzugehen, aus denen sein später veröffentlichtes vierbändiges Werk Die Lehre vom Menschen (1832–1838) hervorging. In den wenigen Zeitungen, die davon Notiz genommen hatten, las er abfällige Beurteilungen von Rezensenten. Als er 1833 dem preußischen König Friedrich Wilhelm III., dem er durch dessen Besuche in Wartenberg persönlich bekannt war, ein Exemplar mit einem Immediatgesuch zugesandt hatte, erhielt er vom Kultusministerium die Antwort, es hätte mit Interesse vom Inhalt Kenntnis genommen, aber es lägen keine finanziellen Mittel vor, um eine Unterstützung seiner weiteren literarischen Pläne bewilligen zu können. Unbeeindruckt von dem geringen öffentlichen Interesse ließ Lessing seinem vierbändigen Hauptwerk zwei weitere Schriften folgen, Über den Fehler und den Mystizismus der modernen Philosophien (1839) und Vollständiger Beweis, 1. daß wir itzt noch kein verständiges System der Philosophie gehabt haben, und 2. die Philosophien von Kant bis Hegel Phantasien, nicht aber Wissenschaften sind (1840). Als er 1841 König Friedrich Wilhelm IV. auf dessen Rückreise aus Warschau auf Schloss Groß Wartenberg vorgestellt wurde, kam er mit dem Monarchen kurz ins Gespräch über sein literarisches Schaffen. 1842 begleitete er Calixt Biron von Curland auf einer Reise nach Berlin. Auf Schloss Charlottenburg erhielt Lessing dann in einer halbstündigen Audienz Gelegenheit, mit dem König zu sprechen. Dieser ließ ihn aber nicht über seine Schriften zu Wort kommen, sondern befragte ihn zu anderen Themen.

## Nachkommen

### Kinder aus erster Ehe (1805–1821)
- Marie Johann Clementine Lessing (* 6. Juni 1806 in Wieluń; † 28. Dezember 1872 in Oels), ⚭ 7. Dezember 1832 Friedrich Wilhelm Eugen Emil Karl Leopold Eduard von Lettow (1795–1847), Premierleutnant und Regimentsadjutant des 10. Linienregiments in Breslau, später Major
- Carl Friedrich Lessing (* 15. Februar 1808 in Breslau; † 5. Juni 1880 in Karlsruhe), ⚭ August 1841 mit Ida Heuser (1817–1880), Tochter des evangelischen Kaufmanns Heinrich Daniel Theodor Heuser (1767–1848) aus Gummersbach, Historien- und Landschaftsmaler der Düsseldorfer Schule und Direktor der Großherzoglichen Gemäldegalerie Karlsruhe, Vater von Otto, Heinrich und Konrad Lessing, Großvater von Hans Koberstein, Schwager von Alwine und Adolph Schroedter
- Christian Friedrich Lessing (* 10. August 1809 in Polnisch Wartenberg; † 13. März 1862 in Krasnojarsk, Sibirien), preußischer Allgemeinmediziner und Botaniker im Russischen Kaiserreich
- Gustav Friedrich Lessing (* 5. Mai 1811 in Polnisch Wartenberg; † 18. Dezember 1811 in Breslau)
- Clementine Friederike Lessing (* 15. Juni 1812 in Polnisch Wartenberg; † 19. März 1813 ebenda)
- Gotthold Friedrich Lessing (* 15. Juni 1812 in Polnisch Wartenberg; † 24. Dezember 1812 ebenda)
- Wilhelmine Antoinette (* 23. Juli 1813 in Polnisch Wartenberg; † 15. April 1814 ebenda)
- Gustav Friedrich Lessing (* 14. August 1815 in Polnisch Wartenberg; † 10. September 1815 ebenda)
- Auguste Emilie Lessing (* 15. August 1816 in Polnisch Wartenberg; † 2. Oktober 1867 in Jantkawe, Kreis Militsch), ⚭ 1840 August Stempell († 1872), Rittergutsbesitzer
- Carl Gotthold Ludwig „Louis“ Lessing (* 13. September 1817 in Polnisch Wartenberg; † 29. Juli 1897 in Königswinter, Rheinprovinz), ⚭ 27. Juni 1855 Marie von Ammon (* 1833), Tochter von Friedrich Ferdinand von Ammon, anfangs preußischer Offizier, Erbe des Hauses (Breite Straße 8 in Berlin) seines Onkels, des Justizkommissars und Zeitungsherausgebers Christian Friedrich Lessing (1780–1850), dann Mitarbeiter in der Maschinenfabrik seines Schwiegervaters und Mitbesitzer eines Steinbruchs im Mühlsteinrevier, Vater von Friedrich Lessing
- Franziska „Fanny“ Maria Lessing (* 3. November 1818 in Polnisch Wartenberg; † 5. März 1901 in Lehe, Provinz Hannover), ⚭ 1845 Emil Ebers, Genremaler der Düsseldorfer Schule
- Clementine Ernestine Wilhelmine Lessing (* 5. Februar 1821 in Polnisch Wartenberg; † 4. März 1878 in Breslau), ⚭ 16. August 1851 Alexander Scheller († 1889), Gutspächter in Linsen

### Kinder aus zweiter Ehe (1821–1848)
- Carl Hermann Lessing (* 5. Juli 1822 in Polnisch Wartenberg; † 15. Oktober 1825 ebenda)
- Caroline Hermine Lessing (* 15. April 1824 in Polnisch Wartenberg; † 23. Januar 1904 in Liatkawe, Kreis Militsch), ⚭ 1848 Robert Grosser (1824–1887), Gutspächter in Gontkowitz
- Alwine Caroline Lessing (* 24. September 1825 in Polnisch Wartenberg; † 31. Juli 1881 in Sibyllenort), ⚭ 5. Februar 1850 Hermann Giersberg (1824–1900), Administrator auf Schloss Sibyllenort
- Carl Robert Lessing (* 11. September 1827 in Polnisch-Wartenberg; † 28. Januar 1911 in Berlin), ⚭ Emma von Gelbke (1827–1895), Vater von Gotthold Lessing, Jurist und Landgerichtsdirektor, als Erbe seines Onkels Christian Friedrich Lessing (1780–1850) Herausgeber der Vossischen Zeitung, Politiker der Fortschrittspartei, Besitzer von Schloss Meseberg
- Carl Gotthold Lessing (* 1. August 1829 in Polnisch Wartenberg; † 16. März 1910 in Sydney[1]), ⚭ 9. November 1856 Emilie Friederike Bregartner (1836–1922), Schiffskapitän, deutscher Emigrant in New South Wales
- Carl Adolf Hermann Eduard Lessing (* 29. August 1831 in Polnisch Wartenberg; † 28. März 1832 ebenda)
- Albertine Caroline Lessing (* 11. Februar 1833 in Polnisch Wartenberg; † 20. Januar 1834 ebenda)
- Wilhelmine Caroline Magdalene „Magdalis“ Lessing (* 6. Oktober 1834 in Polnisch Wartenberg; † 14. Juni 1900 in Berlin), ⚭ 1. August 1851 Julius Weinschenck (1804–1865), Oberförster in Guttentag
- Caroline Pauline Lessing (* 4. Oktober 1836 in Polnisch Wartenberg; † 13. April 1892 in Breslau), ⚭ Johannes Weinschenck (1838–1867), Kreisrichter in Pleß